# エウリュディケー

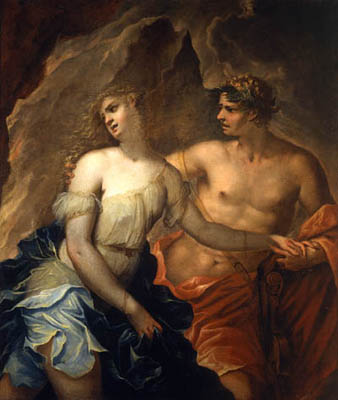
オルペウスとエウリュディケ、フェデリコ・セルベーリ画

エウリュディケー（古希: Ευρυδίκη, Eurydíkē「正義」の意味）は、ギリシア神話に登場する森の木のニュンペーである。長母音を省略してエウリュディケとも表記される他、後述の芸術作品の影響からエウリディーチェ（伊:Euridice）やウ（ユ）リディス（仏: Eurydice）の表記も散見される。
オルペウスと結婚するが、新婚早々アリスタイオスに襲われ逃げる最中に毒蛇に足を噛まれ死亡。エウリュディケーを深く愛するオルペウスが、冥府の神ハーデースとその妻ペルセポネーに懇願し「冥府から抜け出すまでの間、決して後ろを振り返ってはならない」という条件で地上に戻る事を許されるが、その帰途、もうすぐで冥府から抜け出すという直前でハデスとの条件を破り、振り向いてエウリュディケーを見てしまったため冥府に連れ戻された。
この神話は、日本神話のイザナギとイザナミの黄泉の国における物語と類似しており、比較されることがある。オルペウスの冥府下りを題材にした多数の芸術作品には当然妻のエウリュディケーもよく登場する。オルフェウス (曖昧さ回避)を参照。